# Mario Vanzzini
Mario Vanzzini Guajardo (4 de mayo de 1981, Monterrey, Nuevo León) es un conductor de televisión, actor, comediante regiomontano, conocido por su programa Volumen 2 (posteriormente llamado Volumen 3) de 
Multimedios Televisión. Desde su llegada a Multimedios trabajó en el departamento de producción como creativo y coordinador. Además de a ser el iniciador del uso de las plataformas sociales (Twitter, Facebook, YouTube) como indicadores de niveles de audiencia y como contacto en tiempo real con las producciones de entretenimiento. 
Después en el programa Vivalavi durante 3 años, toma el segmento de Nuevas tecnologías. .
Luego de separarse de Multimedios Televisión, sale en la búsqueda de nuevas opciones para seguir desarrollando su creatividad. Actualmente es productor audiovisual para diversas plataformas sociales mientras su público espera su regreso a la tv o algún contenido original en las plataformas en línea.  
- Datos: Q5999119

https://www.multimedios.com/programas/vivalavi/personajes/mario-vanzzini.html